# Ferdinand von Münchhausen

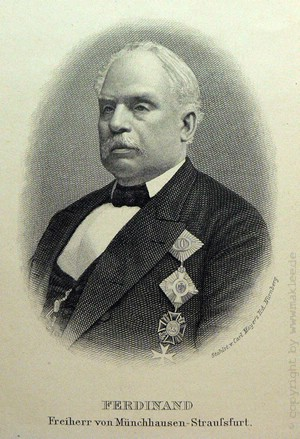
Ferdinand Freiherr von Münchhausen

Ferdinand Carl Wilhelm August von Münchhausen, seit 1864 Freiherr von Münchhausen, (*  23. September 1810 in Straußfurt; † 21. Juli 1882 in Stettin) war Oberpräsident der preußischen Provinz Pommern in Stettin.

## Leben
Nach dem Besuch des Gymnasiums Klosterschule Roßleben studierte Münchhausen an der Georg-August-Universität Göttingen (1830–1831) und der Friedrich-Wilhelms-Universität zu Berlin (1831–1833) Rechtswissenschaft. 1830 wurde er Mitglied des Corps Hassia Göttingen. 1833 wurde er Oberlandesgerichtsauskultator beim Land- und Stadtgericht Magdeburg. 1836 wechselte er in den preußischen Verwaltungsdienst, absolvierte das Regierungsreferendariat bei der Regierung in Magdeburg, bestand 1841 das Regierungsassessor-Examen und wurde Hilfsarbeiter bei der Generalkommission für die Provinz Sachsen in Stendal. 1842 wurde er zum Spezial-Commissarius in Gardelegen ernannt. 1848 kam er zur Kommission zur Regulierung der Elb-Deich-Angelegenheiten in Torgau. 1849 wurde er zum Regierungsrat befördert und dem Kollegium der Generalkommission in Stendal und danach der Regierung in Magdeburg zugeordnet.
Von 1850 bis 1853 amtierte Ferdinand Freiherr von Münchhausen als Landrat im Landkreis Jerichow I mit Sitz in Loburg, anschließend als Oberregierungsrat und Direktor der Generalkommission für den Regierungsbezirk Magdeburg in Stendal und ab 1855 als Vizepräsident der Regierung in Magdeburg. Danach nahm er 1862–1867 die Amtsgeschäfte eines Regierungspräsidenten im Regierungsbezirk Frankfurt wahr. Von 1867 bis 1882 schließlich war von Münchhausen Oberpräsident der preußischen Provinz Pommern in Stettin bei gleichzeitiger Wahrnehmung der Amtsgeschäfte des Regierungspräsidenten im Regierungsbezirk Stettin.
Am 28. Dezember 1864 erfolgte seitens des preußischen Heroldsamtes die Anerkennung des von ihm geführten Freiherrentitels.

## Abgeordneter
Münchhausen war von 1849 bis 1853 Mitglied des Preußischen Abgeordnetenhauses. In der 1. Legislaturperiode 1849 war er Abgeordneter des Wahlkreises Magdeburg 4 in der Fraktion Auerswald-Schwerin, in der 2. Legislaturperiode des Wahlkreises Magdeburg 2 in der Fraktion der Rechten und in der 3. Legislaturperiode bis zu seiner Mandatsniederlegung am 30. September 1853 abermals für den Wahlkreis Magdeburg 2, Fraktion unbekannt. 
1850 war er Mitglied des Volkshauses des Erfurter Unionsparlaments.
Von 1879 bis zu seinem Tod 1882 war er Mitglied des Preußischen Herrenhauses, Dechant und Senior des Domstifts Merseburg sowie Schlosshauptmann von Merseburg.

## Familie
Er stammte aus der adligen Familie von Münchhausen und war Sohn des Eugen von Münchhausen (1780–1854), Landrat des Landkreises Weißensee, und der Auguste von Arnim a. d. H. Theessen; sein Großvater war der Landrat Wilhelm Heinrich Ernst von Arnim. Mit seinen Brüdern Georg und Karl gemeinsam erbte er das thüringische Gut Straußfurt sowie Hobeck bei Leitzkau nahe Magdeburg. Er heiratete 1842 Amalie von Münchhausen, Tochter des Karl Adolph von Münchhausen auf Althaus Leitzkau und Hobeck.